# Monostadt
Mit Monostadt (abgeleitet von russ. Моногород, Aussprache: [ˌmonɐˈgorət], wörtlich: Einstadt) wird eine Stadt oder Gemeinde bezeichnet, die hauptsächlich oder vollständig von einem einzigen Unternehmen oder Industriezweig abhängig ist. Dieser Stadttyp entstand in Ländern des früheren RGW (Rat für gemeinsame Wirtschaftshilfe) durch die Anlage von riesigen Kombinaten primär in metall- oder rohstoffverarbeitenden Bereichen. Als Begründung wurden die Skaleneffekte bei der zentralen Versorgung der gesamten Sowjetunion durch einen zentralen Betrieb angeführt. Durch den Bau von modernen Wohnungen für die Mitarbeiter, durch attraktive Lohngestaltungen oder durch weitere staatliche Fördermaßnahmen zur Ansiedelung in strukturschwachen Gebieten entwickelten sich um die Fabriken herum große Gemeinden.
Besonders auf dem Gebiet des heutigen Russland spielten diese gemeindekonstituierenden Unternehmen (russ. Градообразующее предприятие) eine wesentliche Rolle für die wirtschaftliche Entwicklung der am Ende des Zweiten Weltkriegs zerstörten Wirtschaft.
Nach Schätzungen des russischen Instituts für Regionalpolitik (Института региональной политики) waren 2009 etwa 460 Städte in Russland (ca. 40 % der Gesamtzahl der Städte) Monostädte, in denen etwa ein Viertel der städtischen Bevölkerung (25 Millionen) lebt und deren Industriebetriebe über ein Drittel des russischen Bruttoinlandsprodukts erzeugen. Seit der Konversion in Richtung auf marktwirtschaftliche Güterverteilung stellen sich die Monostädte als erhebliche Probleme dar. Zu viele produzieren „die falschen Produkte am falschen Ort“. Die Schließung oder Verlegung der Betriebe hätte aber bedeutende Folgen für die Mitarbeiter, ehemalige Mitarbeiter und deren Angehörige. In Russland ist die Arbeitsmobilität nur sehr gering ausgeprägt, was noch dadurch verstärkt wird, dass soziale Leistungen weitgehend und in den Monostädten nahezu ausschließlich durch die Betriebe angeboten werden.

## Beispiele in Russland
Ein typisches Beispiel für eine russische Monostadt ist die 700.000-Einwohner-Stadt Togliatti, die um eine zentrale Industrie- und später Autoproduktion der früheren Sowjetunion herum über Jahrzehnte hinweg aufgebaut wurde. Infolge der Änderung der Absatzmärkte musste seit dem Jahrtausendwechsel die Produktion immer stärker zurückgefahren werden mit dem Ergebnis, dass ein großer Teil der Einwohner verarmte und inzwischen mit Hilfe des Staates umgesiedelt werden muss. Andere Vertreter dieses Stadttypes sind die russischen Städte Magnitogorsk (410.000 Ew.), Urai (40.000 Ew.), Tynda (35.000 Ew.) und Pikaljowo (21.000 Ew.).
| Stadt                                    | Einwohnerzahl in Tsd. | Industriebetrieb | Arbeiter       |
| ---------------------------------------- | --------------------- | --- | -------------- |
| Toljatti                                 | 705                   | AwtoWAS | 68000          |
| Nowokusnezk                              | 564                   | OMZ / Uralmasch-Ischora: ЗСМК (Westsibirisches Metallkombinat) |                |
| Nabereschnyje Tschelny                   | 517                   | KAMAZ |                |
| Magnitogorsk                             | 410                   | MMK (Магнитка) |                |
| Nischni Tagil                            | 361                   | NTMK, Uralwagonsawod |                |
| Tscherepowez                             | 310                   | Severstal |                |
| Sterlitamak                              | 272                   | Sintes-Kautschuk (Синтез-Каучук), Chloralkali-Elektrolyse Kaustik (Каустик), Soda (Сода)                                                                                             |                |
| Prokopjewsk                              | 214                   | Kusbass: Prokopjewskugol (Прокопьевскуголь) |                |
| Sewerodwinsk                             | 190                   | Schiffswert Sewmasch (Севмаш / Северное Машиностроительное Предприятие) |                |
| Norilsk                                  | 177                   | MMC Norilsk Nickel | 25561 (2009)   |
| Nachodka                                 | 160                   | Kohlehafen |                |
| Salawat                                  | 155                   | Gasprom Neftechim (Газпром нефтехим Салават), früher Salawatnefteorgsintes (СНОС / Салаватнефтеоргсинтез)                                                                            | 12150          |
| Rubzowsk                                 | 147                   | Altaiwagon (Алтайвагон), Rubzowski maschinostroitelny sawod (Рубцовский машиностроительный завод), Landmaschinenhersteller Almas (Алмаз), Traktorenwerk Altaiselmasch (Алтайсельмаш) | 7000 (Altaiw.) |
| Leninsk-Kusnezki                         | 108                   | Kusbass: SUSK (СУЭК / Сибирская угольная энергетическая компания) |                |
| Liski                                    | 100                   | Hauptsitz der Jugo-Wostotschnaja schelesnaja doroga |                |
| Solikamsk                                | 96                    | Silwinit, Papier- und Zellstofffabrik Solikamskbumprom (Соликамскбумпром) |                |
| Michailowka                              | 89                    | Sebrjakowzement (Себряковцемент) | 2200           |
| Asbest (Stadt)                           | 71                    | Uralasbest |                |
| Gukowo                                   | 68                    | Rosugol |                |
| Kstowo                                   | 67                    | Raffinerie Lukoil-Nischegorodnefteorgsintes (ЛУКОЙЛ-Нижегороднефтеоргсинтез), früher NORSI                                                                                           |                |
| Tschistopol                              | 61                    | Uhrenwerk Wostok† |                |
| Pawlowo (Nischni Nowgorod)               | 61                    | PAZ (ПАЗ), ehemals Pawlowski Awtobusny Sawod imeni A. A. Schdanowa |                |
| Krasnoturjinsk (Bauxit aus Sewerouralsk) | 69                    | Aluminiumwerk Bogoslowski aljuminijewy sawod (БАЗ) UGMK-Eisenerzbergwerk Богословское рудоуправление                                                                                 |                |
| Kirischi                                 | 53                    | Raffinerie Kinef (Kirischinefteorgsintes) |                |
| Budjonnowsk                              | 52                    | Ethylenanlage, HDPE- und Vinylacetat-Werk Stawrolen (Ставролен), ehemals Stawropolpolimer                                                                                            | 2000           |
| Tschussowoi                              | 49                    | Blattfederwerk TschMS (ЧМЗ / Чусовской металлургический завод) |                |
| Dalnegorsk                               | 48                    | ГХК Bor, Dalpolimetall |                |
| Satka                                    | 46                    | Magnesit |                |
| Montschegorsk                            | 45                    | Seweronikel (Североникель) |                |
| Rtischtschewo                            | 42                    | Lokomotivwerk, heute RŽD-Filiale (Ртищевское отделение Юго-Восточной железной дороги)                                                                                                |                |
| Nowodwinsk                               | 42                    | Papier- und Zellstofffabrik АЦБК (Archangelski zelljulosno-bumaschny kombinat) |                |
| Tutajew                                  | 41                    | Dieselmotorenwerk ТМЗ, ehemals Тутаевский завод дизельных агрегатов (ТЗДА) | 1900           |
| Sajansk                                  | 41                    | PVC: Sajanskchimprom, heute Sajanskchimplast (Саянскхимпром / Саянскхимпласт) |                |
| Urai                                     | 40                    | Uraineftegas |                |
| Tynda                                    | 35                    | Baikal-Amur-Magistrale |                |
| Wjatskije Poljany                        | 34                    | Maschinenfabrik Вятско-Полянский машиностроительный завод „Молот“ (ВПМЗ), Hersteller der Wjatka-Motorroller                                                                          |                |
| Kondopoga                                | 34                    | Zeitungspapierfabrik Kondopoga (Кондопога)† |                |
| Segescha                                 | 32                    | Papier- und Zellstofffabrik Segeschki ЦБК | 2500           |
| Sewerouralsk                             | 31                    | Nord-Ural Bauxit-Mine Северо-Уральский Бокситовый Рудник (СУБР) |                |
| Kostomukscha                             | 29                    | Eisenerzbergwerk Karelski Okatysch (Карельский окатыш) |                |
| Semiluki                                 | 26                    | Feuerfestmaterialien Semiluki Семилукский огнеупорный завод (СОЗ) |                |
| Olenegorsk                               | 22                    | nördlichstes Eisenerzbergwerk Olkon (Олкон / Оленегорский Оленегорский ГОК) |                |
| Pikaljowo                                | 21                    | Zementwerk BaselCement (БазэлЦемент), früher auch Tonerdehersteller Glinosjom (глинозём)                                                                                             |                |
| Kowdor                                   | 18                    | Eisen- & Zirkon-Apatit-Bergwerk Kowdorski (Ковдорский ГОК) |                |
| Kamskije Poljany                         | 16                    | unvollendetes Kernkraftwerk Tatarien, jetzt Industriepark |                |
| Sapoljarny                               | 16                    | Petschenganikel (Печенганикель) |                |
| Baikalsk                                 | 14                    | Papier- und Zellstofffabrik Baikalski ЦБК† | 1500           |
| Karabasch                                | 12                    | Kupferbergwerk Karabaschmjed (Карабашмедь) |                |
| Pitkjaranta                              | 11                    | Zellstofffabrik Питкяранта† |                |
| Nadwoizy                                 | 8                     | Aluminiumwerk Надвоицкий |                |
| Rewda                                    | 8                     | Niob-Tantal-Bergbau Lowoserski |                |
| Wjartsilja                               | 3                     | Mechel (Вяртсильский метизный завод) |                |

## Beispiele in Deutschland
Monostädte in kleineren Dimensionen finden sich weltweit überall meist außerhalb größerer, historisch über lange Zeiträume gewachsener Städte insbesondere im ländlichen Bereich, sofern sie durch die Gründung spezifischer Unternehmenszweige entstanden sind, z. B. in Deutschland das frühere Mitteldeutsche Chemiedreieck mit der Buna-Werke GmbH in Schkopau, Städte der Montanindustrie im Ruhrgebiet oder sog. Autostädte (z. B. Rüsselsheim am Main oder Wolfsburg). Mit dem Niedergang des jeweiligen regionstypischen Industriezweiges ist häufig auch langfristig ein deutlicher Rückgang der Arbeitsplätze, der Steuereinnahmen der Stadt und schließlich der Einwohnerzahl verbunden.